# Вадбольский, Никита Матвеевич
Князь Никита Матвеевич Вадбольский (1666—1731) — строитель оружейного двора в Туле. Майор Псковского полка, воевода. Участник Северной войны.
Представитель княжеского рода Вадбольские, ведущего начало от внука последнего самостоятельного князя Белозерского, Юрия Васильевича, князя Ивана Андреевича Вадбольского (XVIII колено от Рюрика), названного так по имени Вадбольской волости в Белозерском уезде.
В 1715 году, когда на место сенатора князя Г. И. Волконского главным начальником всего оружейного производства в России был назначен один из ближайших сподвижников Петра I Я. В. Брюс, князю Н. М. Вадбольскому предписано было быть у него под командой (комиссаром) и ведать оружейным делом непосредственно в Туле.
На князя Н. М. Вадбольского, по данной ему инструкции, было возложено особое попечение об окончании постройки вододействующих заводов и оружейного двора. Тогда же оружейный завод поступил в ведение артиллерийского приказа. Н. М. Вадбольский закончил оружейный двор в 1718 году посредством даровых рабочих, шведских пленных, испрошенных для этих работ у Петра I предшественником Брюса.
В 1721 году Н. М. Вадбольского заменил князь В. Г. Волконский. С 1722 года — Соликамский воевода.
Полковник с 1721 года, бригадир с 1728 года.
Умер в чине бригадира.